# Celaru
Celaru là một xã thuộc hạt Dolj, România. Dân số thời điểm năm 2002 là 5389 người.